# Dracophyllum kirkii
Dracophyllum kirkii is een plantensoort uit de heidefamilie (Ericaceae). Het is een laagblijvende en uitspreidende struik met rechtopstaande plukjes blauwgroene, smalle en taps toelopende bladeren. De struik bereikt een groeihoogte van 0,20 tot 1,04 meter hoog.
De soort komt voor op het Zuidereiland van Nieuw-Zeeland, in het zuiden van Nelson en verder zuidwaarts naar westelijk Canterbury en noordelijk Westland. Hij groeit daar in sub-alpien struikgewas, pollengrasland en kruidenvelden (herbfields), op zachte tot matig steile berghellingen en bergkammen, maar ook op kliffen en rotsblokken.